# جوزيف دنكان
جوزيف دنكان (بالإنجليزية: Joseph Duncan) (و. 1794 – 1844 م) هو سياسي من الولايات المتحدة الأمريكية ولد في باريس.